# Apollodor
Apollodoros (altgriechisch Ἀπολλόδωρος Apollódoros, latinisiert Apollodorus, deutsch auch Apollodor) war in der Antike ein häufiger griechischer Name.

## Bekannte Namensträger

### Politiker
- Apollodor (Politiker aus Athen)  (394/393–nach 343 v. Chr.), Politiker des 4. Jahrhunderts v. Chr. in Athen
- Apollodor (Politiker aus Delos) († nach 286 v. Chr.), Politiker des 3. Jahrhunderts v. Chr. aus Delos
- Apollodor von Kassandreia († 276 v. Chr.), Tyrann von Kassandreia (279–276 v. Chr.)
- Apollodor (Epistratege) (vor 131–nach 124 v. Chr.), Politiker des 2. Jahrhunderts v. Chr. in Theben

### Schriftsteller und Philologen
- Apollodor von Pergamon, Rhetor aus Pergamon
- Apollodor von Tarsos, Tragiker
- Apollodor von Artemita, Historiker, schrieb im ersten vorchristlichen Jahrhundert eine Geschichte der Parther
- Apollodor von Athen  († nach 120/119 v. Chr.), Grammatiker aus der zweiten Hälfte des 2. Jahrhunderts v. Chr., man identifizierte ihn fälschlich als Verfasser der Bibliotheke des Apollodor
- Apollodor von Gela (342–290 v. Chr.), Komödiendichter
- Apollodor von Karystos (3. Jahrhundert v. Chr.), Komödiendichter
- Apollodor von Kyrene, Grammatiker

### Philosophen
- Apollodor von Phaleron (um 434–nach 399 v. Chr.), Philosoph aus dem Kreis des Sokrates
- Apollodor von Kyzikos, Philosoph des Atomismus
- Apollodor von Seleukeia, Schüler des Diogenes von Babylon
- Apollodor Kepotyrannos, Epikureer
- Apollodor, Schüler des Antipatros

### Künstler, Kunsthandwerker und Techniker
- Apollodor (Bronzebildner), Bronzebildner aus Athen
- Apollodor von Athen (Architekt), Architekt aus Athen
- Apollodor von Athen (Maler), Maler in der 2. Hälfte des 5. Jahrhunderts v. Chr.
- Apollodor von Damaskus (um 65–um 130), der bedeutendste Architekt der römischen Kaiserzeit
- Apollodoros (5. Jahrhundert v. Chr.), Erzbildner
- Apollodoros (2. Jahrhundert v. Chr.), Bildhauer
- Apollodoros (Vasenmaler), attischer Vasenmaler

### Weitere
- Apollodoros (Diener Kleopatras), soll Kleopatra VII. 48 v. Chr. in den Palast Alexandrias zu Caesar geschmuggelt haben
- Apollodoros (Mediziner), Arzt und Iologe zur Zeit des Ptolemaios I. (um 320 v. Chr.), Alexandria